# Medicine Bow (Wyoming)
Medicine Bow város az USA Wyoming államában, Carbon megyében. Lakosainak száma 245 fő (2020. április 1.).

## Népesség
A település népességének változása:

| 2010 | 284 |
| 2020 | 245 |